# Angelo Daniel

Wappen von Angelo Daniel

Angelo Daniel (* 12. Oktober 1933 in Montebelluna, Provinz Treviso, Italien) ist emeritierter Bischof von Chioggia.

## Leben
Angelo Daniel empfing am 24. Juni 1956 die Priesterweihe für das Bistum Treviso. 1989 wurde er zum Generalvikar des Bistums Treviso berufen.
Papst Johannes Paul II. ernannte ihn am 27. November 1997 zum Bischof von Chioggia. Die Bischofsweihe spendete ihm der Bischof von Treviso, Paolo Magnani, am 13. Dezember desselben Jahres; Mitkonsekratoren waren Alfredo Magarotto, Bischof von Vittorio Veneto, und Antonio Mistrorigo, emeritierter Bischof von Treviso. Die feierliche Amtseinführung (Inthronisation) fand am 6. Januar 1998 statt.
Am 10. Januar 2009 nahm Papst Benedikt XVI. sein aus Altersgründen vorgebrachtes Rücktrittsgesuch an.